# Mitrephora fragrans
Mitrephora fragrans är en kirimojaväxtart som beskrevs av Elmer Drew Merrill. Mitrephora fragrans ingår i släktet Mitrephora och familjen kirimojaväxter. IUCN kategoriserar arten globalt som sårbar. Inga underarter finns listade i Catalogue of Life.